# Enciclopedia (película)
Enciclopedia es una película documental de Argentina filmada en colores dirigida por  Mariano Cohn, Adrián De Rosa y Gastón Duprat sobre su propio guion que se preestrenó el 16 de septiembre de 2000 en la Fundación Proa.

## Producción
A pesar de su apariencia casera la obra llevó muchos meses de grabación y edición. Fue realizada con un subsidio de 15000 pesos –equivalente en ese momento a igual cantidad de dólares estadounidenses- de la Fundación Antorchas. En el 2000 se presentó como work in progress en el Buenos Aires Festival Internacional de Cine Independiente  de Buenos Aires. En 2007 ingresó a la colección del Museo Castagnino+macro por donación de Mariano Cohn y Gastón Duprat.
Gastón Duprat en el ‘’Heraldo del Cine’’ declaró sobre el filme:

”La idea original era titular cada segmento y ordenarlos alfabéticamente, pero esto otorgaba demasiado direccionamiento a los segmentos y le quitaba peso discursivo…Fueron tres años de registro de sonido y video…116 horas de grabación, y luego siete meses de edición”.

## Sinopsis
Se observan en el filme situaciones reales: el dueño de una carnicería, los invitados de una fiesta de casamiento y los camareros que los sirven, gente quejándose, bailando, trabajando, vigilando, relatando experiencias, desarrollando ideas, expresando sentimientos. Se ve al escritor Alberto Laiseca contando un cuento sobre una persona que hizo un pacto con el Diablo, al fotógrafo Alejandro Kuropatwa bailando al ritmo de la cortina musical de Televisión Abierta, etc.

## Comentarios
Según el Museo Castagnino+macro "la elección de un formato larga duración y la forma en que seleccionan, recortan y pegan acontecimientos de la realidad, acentúa el carácter experimental que lo diferencia de otras realizaciones documentales de la época."
Manrupe y Portela comentaron sobre el filme:

"Entre lo antropológico y lo experimental en imagen y sonido...este largometraje de video reúne cien fragmentos inconexos realizados especialmente: extractados del programa televisivo Televisión Abierta (América 2, 1999-2000), y fragmentos de realizaciones anteriores (Circuito, Ultramarino, Venimos llenos de tierra).

Sobre el filme dijeron sus directores:

"La tesis tiene que ver con la gente común y no con las excepciones: la "culpa" que todo esto sea así es del 90% de la gente y no de un milico o un político corrupto ¿Entendés? Todo eso que supuestamente está bien, deja de ser tan claro con sólo unos segundos de detenimiento"